# Aleh Karavaieu
Aleh Karavaieu   (Minsk, 20 de maig de 1936 - Minsk, 23 d'agost de 1978) fou un lluitador belarús, especialista en lluita grecoromana, que va competir sota bandera soviètica durant les dècades de 1950 i 1960.
El 1960 va prendre part en els Jocs Olímpics de Roma, on guanyà la medalla d'or en la prova del pes mosca del programa de lluita grecoromana. En el seu palmarès també destaquen dues medalles d'or al Campionat del món de lluita, el 1958 i 1961, i sis títols nacionals del pes gall. En no ser seleccionat pels Jocs de Tòquio de 1964 va decidir retirar-se de la pràctica esportiva i passar a exercir d'entrenador. Durant la seva carrera esportiva va tenir problemes amb l'alcohol, que finalment li provocà la mort el 1978.